# Holguera
Holguera è un comune spagnolo di 796 abitanti situato nella comunità autonoma dell'Estremadura.